# تپه سنگره
تپه سنگره مربوط به متاخر دوران‌های تاریخی پس از اسلام است و در شهرستان سنقر، بخش کلیائی، روستای کنونی واقع شده و این اثر در تاریخ ۱۱ مرداد ۱۳۸۴ با شمارهٔ ثبت ۱۲۵۱۱ به‌عنوان یکی از آثار ملی ایران به ثبت رسیده است.